# Willy Telavi
William Richard Telavi, né le 28 janvier 1954 à Nanumea (Îles Ellice, actuel Tuvalu), est un homme d'État tuvaluan. Il est Premier ministre des Tuvalu du 24 décembre 2010 au 1er août 2013.

## Biographie

### Formation
Diplômé en droit à l'Université du Pacifique Sud, il se spécialise et obtient un master à l'Université du Territoire du Nord en Australie.

### Carrière politique
Après avoir été chef de la police, il fit son entrée en politique en étant élu député de la circonscription de Nanumea aux élections législatives d'août 2006.
Il entra alors au gouvernement, le Premier ministre Apisai Ielemia le nommant Ministre de l'Intérieur et du Développement rural,.
Aux élections législatives de septembre 2010, il conserva son siège de député de Nanumea, et fut l'un des deux seuls ministres sortants à conserver un poste au gouvernement, ayant apporté son soutien à Maatia Toafa, qui devint premier ministre. Toafa le nomma ainsi Ministre de l'Intérieur,.
Le 21 décembre, il quitte le gouvernement et rejoint les bancs de l'opposition parlementaire, donnant à celle-ci la majorité requise pour destituer le gouvernement par une motion de censure. Celle-ci serait due à certaines des dispositions du budget, les députés craignant notamment que le gouvernement ne finance plus entièrement le traitement de patients hospitalisés à l'étranger. Le Parlement élit alors un nouveau premier ministre le 24 décembre, et Telavi se porte candidat face à Enele Sopoaga, Ministre des Affaires étrangères et de l'Environnement, le candidat soutenu par Toafa. Telavi est élu premier ministre par huit voix contre sept. Il se nomme ensuite lui-même ministre de l'Intérieur, poste qu'il attribue toutefois à Pelenike Isaia en août 2011.
En septembre 2011, sous son gouvernement, Tuvalu devient le sixième pays au monde à accorder la reconnaissance diplomatique à l'Abkhazie en tant qu'État souverain. En mars 2012, Telavi est en visite d'État en Abkhazie, où il s'entretient avec le Président Aleksandr Ankvab. Les deux pays aboutissent à un accord de circulation réciproque de leurs citoyens respectifs, sans visas. Telavi est par ailleurs à la tête d'une délégation tuvaluane d'observateurs pour les élections législatives abkhazes qui se déroulent alors.
Le 21 décembre 2012, le décès du ministre des Finances Lotoala Metia prive le gouvernement Telavi d'une majorité claire au Parlement : il ne dispose plus que de sept sièges, soit autant que l'opposition. Dès lors, le gouvernement ne convoque plus le Parlement. Une élection partielle doit se tenir pour le siège laissé vacant par Metia, à Nukufetau ; Telavi parvient à retarder sa tenue jusqu'à ce qu'une décision de justice le contraigne à permettre cette élection, le 28 juin 2013. Le siège est remporté par le candidat de l'opposition, Elisala Pita. L'opposition demande alors que le Parlement soit convoqué, afin que le gouvernement puisse être destitué par une motion de censure déposée par la nouvelle majorité. Telavi répond que la Constitution prévoit que le Parlement siège au minimum une fois par an : il considère donc ne pas avoir à convoquer l'assemblée avant décembre 2013. Le 3 juillet, face à ce refus, le Gouverneur général Sir Iakoba Italeli fait usage de ses prérogatives constitutionnelles pour convoquer le Parlement pour le 30 juillet.
Ce jour-là, alors que l'opposition s'apprête à déposer une motion de censure, le ministre de la Santé Taom Tanukale démissionne de son poste de député, et donc également de son ministère. À la suite de la mort de Metia, et le ministre de l'Éducation Falesa Pitoi étant à l'étranger pour cause de maladie depuis décembre 2012, le démission de Tanukale ne laisse que quatre ministres en poste et actifs : le Premier ministre, le vice-Premier ministre, Kausea Natano, le ministre des Affaires étrangères, Apisai Ielemia, et la ministre de l'Intérieur, Pelenike Isaia. Le gouvernement, désormais nettement minoritaire, dispose par ailleurs du soutien du président du Parlement, mais n'a aucun simple député dans son camp. Le lendemain, la raison de la démission de Tanukale est révélée. Le président du Parlement, Kamuta Latasi, rejette la demande de l'opposition qu'une motion de censure soit votée ; il évoque l'existence d'un siège vacant. Latasi ajourne le Parlement, statuant que celui-ci ne se réunira à nouveau qu'après la tenue d'une élection partielle dans la circonscription de Tanukale. Il prolonge ainsi la survie politique du gouvernement Telavi.
L'opposition se tourne vers le gouverneur général, Sir Iakoba Italeli. Le 1er août, Telavi annonce son intention de limoger Sir Iakoba. Celui-ci prend les devants, et limoge le Premier ministre ; il nomme le chef de l'opposition officielle, Enele Sopoaga, Premier ministre par intérim. Refusant d'être limogé, Telavi réitère alors son intention de demander à la reine de limoger Sir Iakoba. L'article 55 de la Constitution dispose que le gouverneur général peut être démis de ses fonctions par le monarque, uniquement sur demande du Premier ministre, ce dernier devant nécessairement avoir au préalable consulté en privé les députés. Le 2 août, le Parlement retire officiellement sa confiance dans le gouvernement Telavi, et l'opposition, majoritaire, prend le pouvoir.
Un an plus tard, en août 2014, Willy Telavi démissionne de son siège de député, invoquant les problèmes de santé de son épouse.